# Функције новинарства
Медијска понуда је веома широка и не испољава се само у новинарству. Често је, међутим, тешко одвојити новинарство од осталих медијских активности. Поврх тога, новинарство нема свој бренд, никакву „заштићену марку професије“. Њемачки Основни закон, на примјер, гарантује слободу мишљења и слободу штампе и зато свако себе може да назове новинаром или новинарком, односно да се бави тим послом. Тако је у већини земаља које су прокламовале демократско право на слободу штампе и информисања, па и у Србији и Црној Гори. 
Када новинари добро обављају свој посао они доприносе, с једне стране, да медији буду комерцијално успјешни и с друге, да новинарство испуни свој друштвени задатак.
Као најважније функције новинарства теоретичари наводе:
- информација
- артикулација
- агенда ситинг ( agenda setting )
- критика и контрола
-забава
-образовање
-социјализација и „ вођство“
-интеграција
Информација- Стављање великог броја информација на располагање јавности јесте захтјев и очекивање постављено пред све медије. Ми, у нашој двострукој улози учесника на тржишту и грађана који треба да доносе значајне одлуке, на тај начин савладавамо свакодневницу, доносимо реалније одлуке и боље се оријентишемо како у нашем локалном окружењу, тако и у односу на цијели свијет.
Артикулација- Медији обликују одређена стања ствари и проблеме, а то значи да их чине јавним. У идеалном случају, они тиме дејствују као систем за рано упозоравање друштва. Медији су ти који обликују одређену слику о некоме или нечему и пласирају је у јавност.
Агенда ситинг ( agenda setting) – Мас- медији усмјеравају нашу пажњу на мали број тема и догађаја који се налазе у освијетљеном простору јавности. Упркос расту медијске понуде, све чешће само једна једина тема потискује све остале теме с дневног реда. Усредсређивање јавне пажње аналитичари називају Агенда ситинг ( agenda setting) јер су те теме неодвојиво уграђене у свакидашњи дневни ред јавног живота.
Критика и контрола – PR упосленици, који новинаре у великој мјери снадбјевају вјестима, истовремено, „чувари капија“, јер вјерују да није баш све што се догађа у политици, привреди и друштву погодно за јавност. То изазива одређена страховања јер би новинари те прикривене информације требало да обзнане за добробит цијеле заједнице. „ Многи злочини, корупција и неморал више ће бити отежани ако постоји страх од новина него законом“, мишљење је славног америчког издавача Џозефа Пулицера.
Забава - Забавна функција новинарства је последњих година веома оснажена и постала је веома важна. Она се развија још од када је пени прес у 19. вјеку досегао масовну публику. Ми сами очекујемо од медија, као пратиоца кроз свакодневницу, да нам осим информације понуди и предах и разне облике бјекства од те исте свакодневнице. Медији и новинарство су саставни дио „ друштва задовољства“ и „ економије забаве“.
Образовање - Првобитно су за образовање биле надлежне школе и универзитети. Сада ту функцију све више остварују и медији. Знатан дио нашег општег образовања стичемо посредством мас-медија.
Социјализација и вођство - Медији социјализују људе, они их „воде“ и „ васпитавају“. Медији су ти који могу утицати и остављају дубоки печат на наше мишљење и понашање. Ова функција је постала веома важна. Посредством медија, односно садржаја изложеног у медијима формирамо мишљење, ставове о некоме или нечему.
Интеграција - Медији стварају мостове и приближавају различите области живота. Медији остварују ту функцију и када, на примјер, познати телевизијски водитељи потичу из других етничких група, раса или конфесија. Прошла су времена када су постојали само један или два телевизијска програма и када се интегративна функција састојала у приказивању квазитема. Теме које су медији наметнули као битне, сутрадан би постајале садржај свих разговора вођених на послу, у паузама на ручак. Такву интегративну функцију данас не посједује ниједан медиј. Данашња медијска понуда је вишеструка. Постоје стотине различитих наслова, на десетине радио и тв канала и безгранична Интернет понуда. 